# Kotes (cognome)
Kotes (femminile: Kotesová) è un cognome di origine slava o tedesca ed è il 727.710° cognome più comune al mondo che è comune in Slovacchia e Repubblica Ceca. Deriva dalla parola staroslava kota ("gabbia" o "penna"), protoslava kot ("gatto" o "gatta") o tedesca Gottes ("dei").
Circa 397 persone nel mondo portano questo cognome. Nel 1995, 224 persone in Slovacchia portavano questo cognome, nel 2014 erano solo 135 e nel 2016 26 persone portano questo cognome nella Repubblica Ceca.